# 디하이드로아스코르브산
디하이드로아스코르브산(영어: dehydroascorbic acid, DHA)은 아스코르브산(비타민 C의 주요 형태)의 산화된 형태에서 볼 수 있다. 포도당 수송체를 통해 세포의 소포체로 활발하게 유입된다. 이것은 글루타티온과 다른 싸이올에 의해 다시 아스코르브산염으로 환원되는 반응 안에서 안정적으로 순환된다. (유리) 자유 라디칼 상태의 세미디하이드로아스코르브산(semidehydroascorbic acid, SDA)도 산화된 아스코르브산 그룹에 속한다고 본다.

## 비타민 C
비타민 C에 대한 나트륨 의존성 수송체가 존재하지만 주로 특수화된 세포에 존재하는 반면 포도당 수송체, 가장 주목할 만한 GLUT1은 대부분의 세포에서 비타민 C(산화된 형태, DHA)를 수송한다. 아스코르브산염으로 돌아가면 필요한 효소 보조 인자와 세포 내 항산화제를 생성한다(미토콘드리아로의 수송 참조).
|  |

디하이드로아스코르브산에 대해 여기에 표시된 구조는 일반적으로 표시되는 교과서적인 참고 구조이다. 그러나 이 1,2,3-트라이카보닐은 너무 친전자성이어서 수용액에서 몇 밀리초 이상 지속된다. 분광학적 연구에 의해 나타난 실제 구조는 6-OH와 3-카보닐기 사이의 빠른 헤미케탈 형성의 결과이다. 2-카보닐의 수화도 관찰된다. 안정화된 형태의 반감기를 고려한 수명은 일반적으로 생물학적 조건에서 대략 6분 정도로 추정된다고 알려져 있다. 파괴는 에스터 결합의 비가역적 가수분해로 인해 일어나며 추가적인 분해 반응이 뒤따른다. 디하이드로아스코르브산 용액의 결정화는 불완전한 안정성의 5환식 이량체 구조를 제공한다. 디하이드로아스코르브산을 세포로 능동적으로 수송한 후 환원 및 재사용함으로써 아스코르브산염을 재활용하면 인간이 포도당으로부터 합성할 수 없는 능력이 완화될 수 있다.

## 같이 보기
- 디하이드로아스코르브산 환원효소
- 아스코르비네이스